# ランビール・シング
ランビール・シング（Ranbir Singh, 1830年8月 - 1885年9月12日）は、北インド、ジャンムー・カシュミール藩王国の君主（在位：1856年 - 1885年）。

## 生涯
1830年8月、ランビール・シングはジャンムーを支配していたドーグラー朝の君主グラーブ・シングの息子として、ラームガルで生まれた。
1856年2月20日、ジャンムー・カシュミール藩王となっていた父グラーブ・シングが退位し、藩王位は息子のランビール・シングが継承した。
1857年5月、インド大反乱が北インド一帯で勃発していたが、ランビール・シングはイギリスに協力し、その鎮圧に努力した。同年6月30日に父グラーブ・シングが死亡した。
その治世、ランビール・シングはシュリーナガルを夏季の首都、ジャンムーを冬季の首都とすることを定めた。これは現在に至るまでインドで続いている。
1885年9月12日、ランビール・シングはジャンムーで死亡し、息子のプラタープ・シングが継承した。